# 羽仁藤直
羽仁 藤直（はに ふじなお）は、戦国時代の武将。大内氏の家臣。羽仁氏は、元々厳島神主家配下の神領衆であり、安芸国佐伯郡草津や己斐を領知し、草津城を居城とした国人。

## 生涯
羽仁有直の次男として生まれる。兄である羽仁有繁の養子となって家督を継ぎ、大内義隆に仕えた。天文20年（1551年）の大寧寺の変で大内義隆が陶晴賢に討たれると、大内義長に仕える。
天文23年（1554年）の防芸引分で毛利元就が陶晴賢と袂を分かった。有繁は元就と懇意にしていたが、武道の義理を違えて晴賢に背き、元就に味方をすることは出来ないとして、晴賢へ味方することに決めた。一方で有繁は、藤直は元就に味方するように言ったが、藤直は自分が元就に味方すると父子で争う事になるとして、元就への味方を断った。そこで藤直の嫡男で当時3歳の就智を元就に預け、就智が成人した際に御用に立つようなら毛利氏の家臣とすることで羽仁氏が断絶しないよう元就へ依頼し、羽仁氏の居城である草津城と所領を無血で元就へ引き渡して、有繁と藤直は周防国山口へと退いた。
弘治元年（1555年）の厳島の戦いでは晴賢と共に厳島へ渡って毛利方の宮尾城を攻撃したが、毛利軍の奇襲攻撃によって敗北する。晴賢は再起を図って山口に逃れようとし、晴賢を追撃する小早川隆景の軍を三浦房清がよく防いだが、赤川元保、榎本賢忠、粟屋源三が小早川軍を助け、三浦房清は二宮俊実によって討ち取られる。三浦房清を討った小早川隆景らは追撃を再開したが、ここで有繁と藤直は500の兵を率いて追撃を阻止した。しかし、吉川元春が来援し、有繁と藤直は出羽元祐の部隊に討ち取られた。